# Spelhall

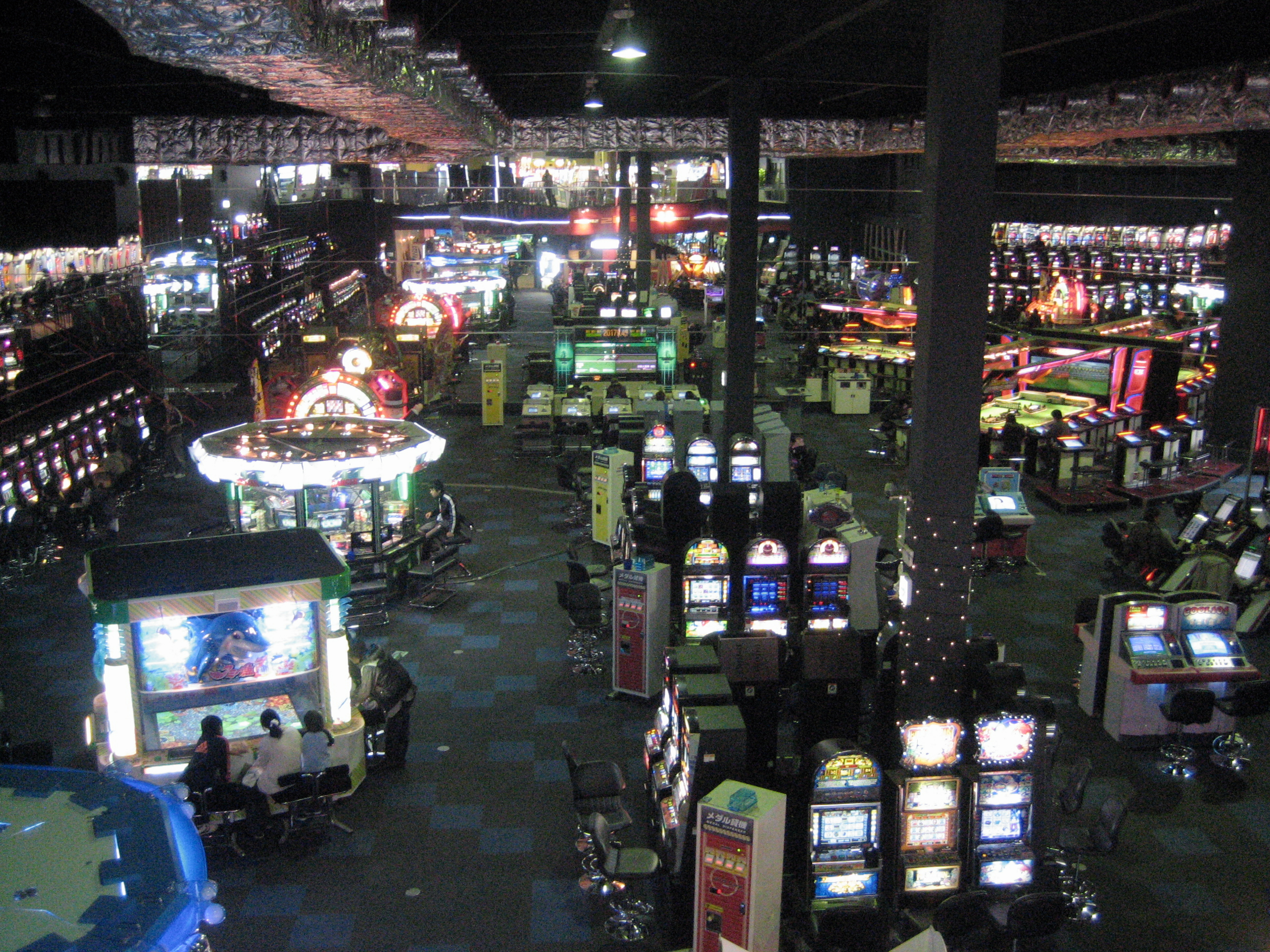
Spelhall i Japan i januari 2009.

En spelhall, arkadhall eller spelarkad kallas en lokal med spelautomater som man, ofta mot betalning ges tillgång till att spela spel. Oftast placerar man först ett mynt i automaten. De vanligaste spelen brukar vara arkadspel, som exempelvis Space Invaders, Donkey Kong, Pacman och en del racing- och flygsimulatorspel samt sportspel. Andra exempel på spel kan vara flipperspel. I vissa länder tillåts även spelhallar inneha hasardspel, som till exempel enarmad banditer eller pachinkospel.
Spelhallar började dyka upp under 1970-talet, och upplevde under det tidiga 1980-talet en guldålder. Antalet spelhallar började sedan alltmer minska under 1990-talet, då spelkonsoler i hemmet på allvar började rivalisera och sedan överskrida arkadspel. Spelhallarna är dock fortfarande populära i Japan.
I Sverige reglerades verksamheten kraftigt när den så kallade automatspelslagen (flipperlagen) röstades igenom av Sveriges riksdag i juni 1982. sedan arkadspel och flipperspel beskyllts för att leda till ökad ungdomsbrottslighet.